# Alvan Clark
Alvan Clark (Ashfield, Massachusetts, 8 de março de 1804 – 19 de agosto de 1887) foi um astrônomo fabricante de telescópios estadunidense.
Descendente de uma família de baleeiros do Cabo Cod de ancestrais ingleses.

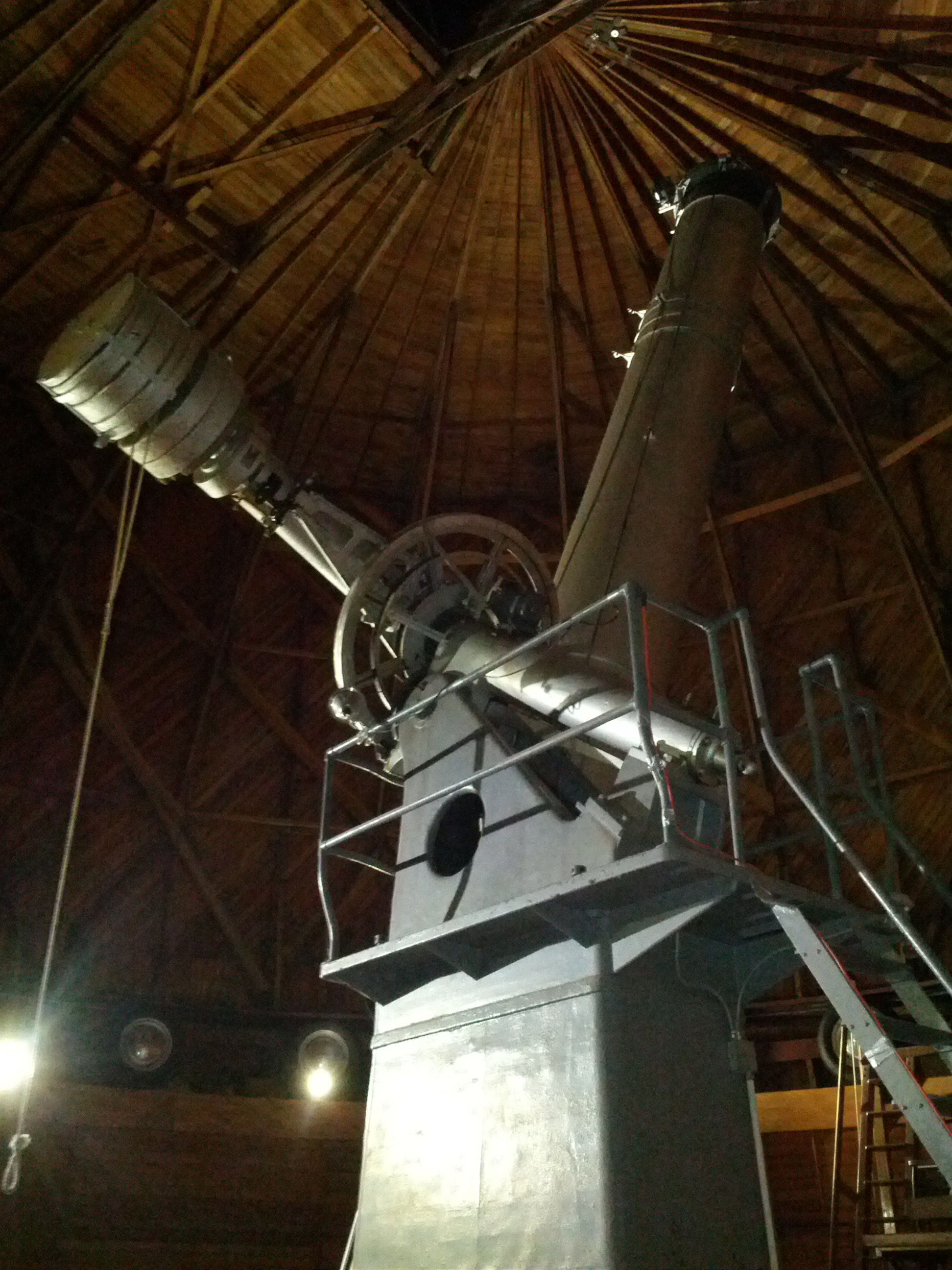
Telescópio refrator de Alvan Clark no Observatório Lowell

Sepultado no Mount Auburn Cemetery.

## Galeria de imagens
Retratos por Clark

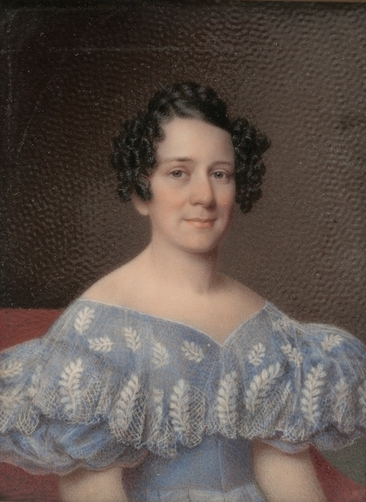
Portrait of an unidentified woman, ca.1835 (Metropolitan Museum of Art)
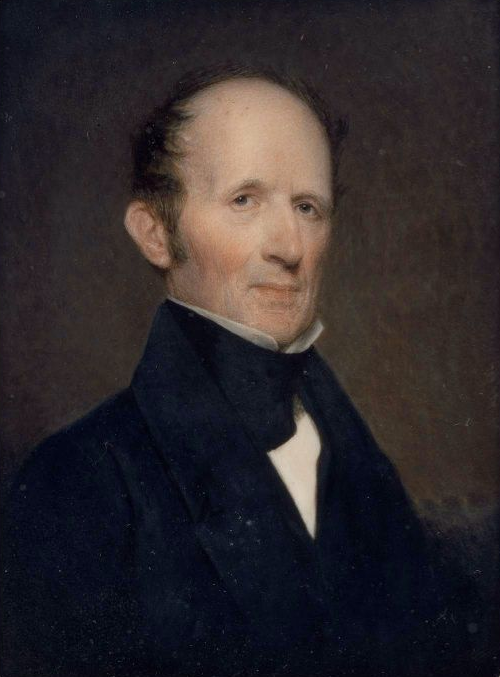
Portrait of John Pickering, ca.1840 (Museum of Fine Arts, Boston)
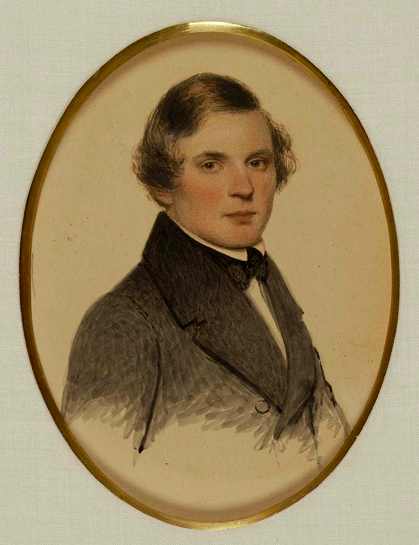
Portrait of Samuel Hall Gregory, ca.1840s (Smithsonian)
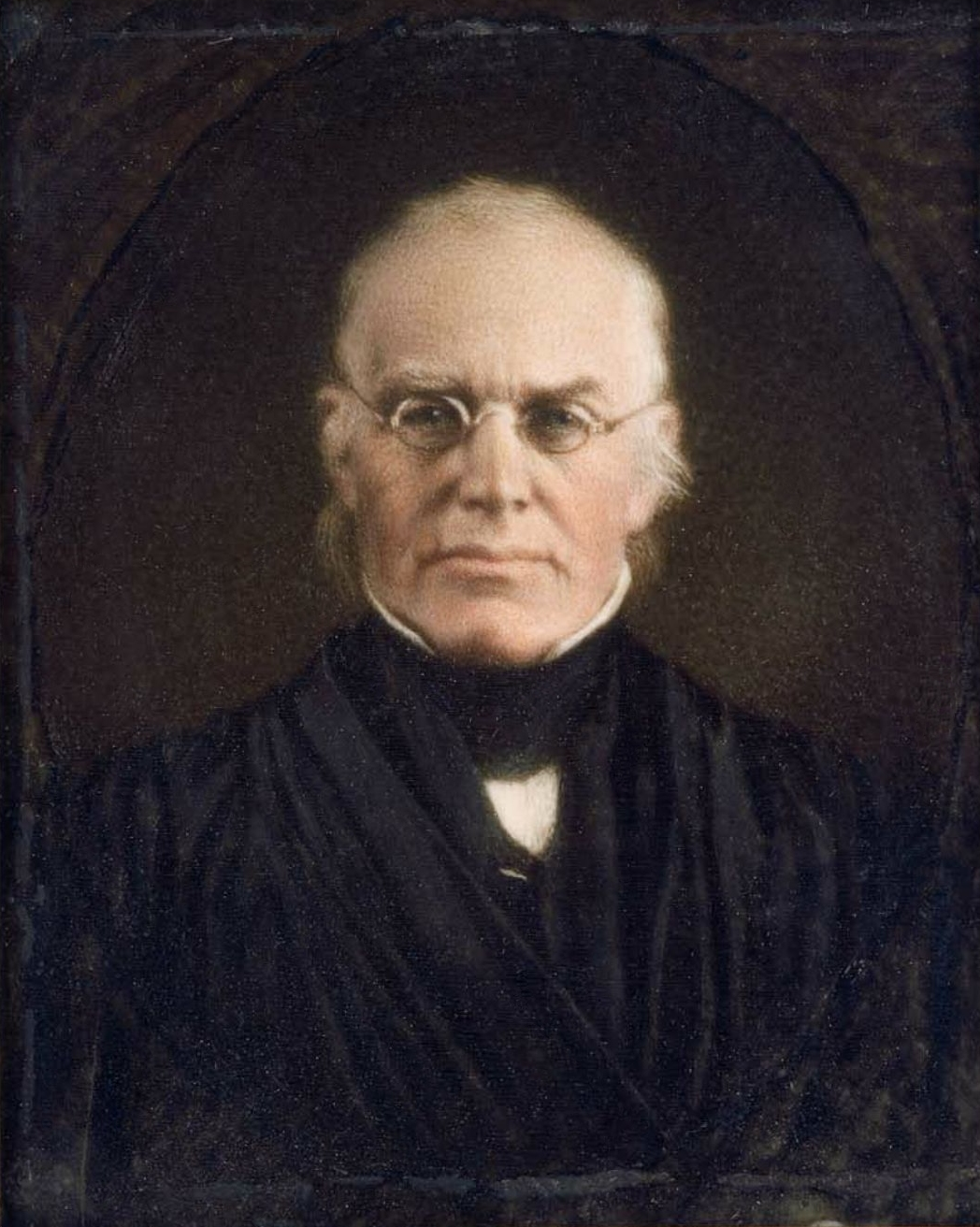
Portrait of Joseph Story, 1846 (Museum of Fine Arts, Boston)